# Cal Jepet (Riner)
Cal Jepet és una masia situada al municipi de Riner, a la comarca catalana del Solsonès.